# Ctenus atrivulvus
Ctenus atrivulvus är en spindelart som beskrevs av Embrik Strand 1909. 
Ctenus atrivulvus ingår i släktet Ctenus och familjen Ctenidae. Inga underarter finns listade i Catalogue of Life.